# Dissoni-See
Der Dissoni-See, auch bekannt unter dem Namen Soden-See, ist ein Kratersee in der Region Sud-Ouest Kameruns.

## Lage
Mit einem Durchmesser von 1250 Meter und einer Tiefe von 81 Meter ist er einer der größeren Kraterseen Westkameruns. Der See liegt im Südosten der Rumpiberge auf 461 Meter über dem Meeresspiegel, nur 15 km vom Barombi-Mbo-See entfernt. Im Südwesten liegt sein Abfluss, der Uwe-Fluss, damit gehört er zum Wassereinzugsgebiet des Meme Rivers. Sein Wasser ist türkisgrün. Die Region um den Dissoni-See ist von einem Regenwald bedeckt. Erreichbar ist der See nur über zwei Fußwege, die über die südliche Kraterwand führen. Der See liegt im Siedlungsgebiet des Volkes der Oroko.

## Fauna
Die Fischfauna des Sees besteht nur aus drei oder vier Arten, dem Leuchtaugenfisch Procatopus lacustris, einem bisher unbeschrieben Raubwels (Clarias sp.) und einer großschuppigen Barbe aus der Verwandtschaft von Labeobarbus batesii. In den Zuflüssen lebt noch der Prachtkärpfling Aphyosemion celiae. Buntbarsche, die typischen Bewohner der anderen Kameruner Kraterseen fehlen. Das freie Wasser wird von Millionen kleiner endemischer Süßwassergarnelen (Caridina sodenensis) bevölkert.